# Philoliche auricoma
Philoliche auricoma är en tvåvingeart som först beskrevs av Austen 1911.  Philoliche auricoma ingår i släktet Philoliche och familjen bromsar.
Artens utbredningsområde är Tanzania. Inga underarter finns listade i Catalogue of Life.